# Dominicas de Nuestra Señora del Rosario y de Santa Catalina de Siena
La Congregación de Hermanas Dominicas de Nuestra Señora del Rosario y de Santa Catalina de Siena (oficialmente en inglés: Congregation of Dominican Sisters of Our Lady of Rosary and St. Catherine of Siena) es un instituto religioso católico femenino, de vida apostólica y de derecho pontificio, fundado en 1928 a partir de la unión de varios monasterios de origen irlandés. A las religiosas de este instituto se les conoce como Dominicas de Cabra y posponen a sus nombres las siglas O.P..

## Historia
Los orígenes de la congregación se remontan al primer monasterio de monjas dominicas fundado en Irlanda, luego de la Reforma protestante, abierto en Galway, en 1644. Las monjas fueron dispersas pero en 1717 retomaron la vida en común en Dublín, en un antiguo monasterio benedictino y en 1819 se establecieron en Cabra (Dublín). De la comunidad de Cabra se originaron numerosos monasterios en Irlanda, Sudáfrica, Estados Unidos, Australia y Nueva Zelanda.
En 1928 la Santa Sede aprobó la unión de las casas autónomas de Cabra, Blackrock, Dún Laoghaire, Wicklow y Belfast y de las casas que dependían de ellas. Se formó un instituto centralizado intitulado a Nuestra Señora del Rosario y a Santa Catalina de Siena. A la unión decidieron formar parte 18 conventos de la Congregación Sudafricana (1937), el monasterio del Buen Suceso de Lisboa (1955), el de Nueva Orleans (1971) y el de Galway con su filial en Buenos Aires (1971).
Cuando se dio la unión de la congregación irlandesa en 1928, otros monasterios decidieron mantener la autonomía o se originaron otros institutos religiosos, entre estos las Hermanas Dominicas de Nueva Zelanda que formaron congregación independiente en 1933, con casa madre en Dunedin.

## Organización
La Congregación de Hermanas Dominicas de Nuestra Señora del Rosario y de Santa Catalina de Siena es un instituto religioso de derecho pontificio, internacional y centralizado, cuyo gobierno es ejercido por una priora general. La sede central se encuentra en Nueva York (Estados Unidos).
Las dominicas de Cabra se dedican a la educación y formación cristiana de la juventud y de los formadores. Estas religiosas forman parte de la familia dominica. En 2017, el instituto contaba con 253 religiosas y 33 comunidades, presentes en Argentina, Brasil, Estados Unidos, Filipinas, Irlanda, Portugal y Sudáfrica.